# Бен 10 (ТВ серија из 2016)
Бен 10 (енгл. Ben 10) је америчка анимирана суперхеројско-акциона телевизијска серија и рибут истоимене серије Cartoon Network-а из 2005. године која служи као паралелни свет. Премијера серије је била 1. октобра 2016. године у Аустралији, Новом Зеланду и Азији-Тихоокеанији и 10. априла 2017. године у Сједињеним Државама. Серија се у Србији на Cartoon Network-у, Boomerang-у, Pikaboo-у и HBO Go-у. Синхронизацију прве две сезоне је радио Студио С и за трећу и четврту сезону Sinker Media.
Филм заснован на серији, Бен 10 против Универзума, најављен је 19. фебруара 2020. и емитован је 10. октобра 2020. године.

## Радња
Надовезујући се на веома успешну франшизу о дечјем јунаку Бену Тенисону, Бен 10 представља преображеног Бена, његову рођаку Гвен и деду Макса, док путују земљом током летњег одмора. Када Бен пронађе Омнитрикс, мистериозни сат који га претвара у 10 различитих ванземаљаца, отвара му се свет ванземаљских велесила.

## Улоге
| Улога        | Енглески глас       | Српски глас Студио С | Српски глас      |
| ------------ | ------------------- | -------------------- | ---------------- |
| Бен Тенисон  | Тара Стронг         | Предраг Дамњановић   | Никола Тодоровић |
| Гвен Тенисон | Монтсерат Хернандез | Миомира Драгичевић   | Ивона Рамбосек   |
|              | Травис Вилингам     |                      | Бојан Хлишћ      |
|              | Џон Димаџио         |                      | Иван Заблаћански |
| Макс Тенисон | Дејвид Кај          | Зоран Стојић         | Драган Вујић     |
| Кевин 11     | Грег Сајпс          | Ђорђе Симић          | Вук Гајић        |
|              | Тод Хаберкорн       |                      | Милош Ђуричић    |
| Рет          | Ди Бредли Бејкер    |                      | Милош Дашић      |